# ワンセグ2サービス
ワンセグ2サービス（ワンセグツーサービス）は、東京メトロポリタンテレビジョン（TOKYO MX、リモコンキーID 9）が開発し、現在同局と南海放送（RNBテレビ、リモコンキーID 4）のみが実施しているワンセグのマルチチャンネルサービスである。
かつては奈良テレビ放送（TVN、リモコンキーID 9）も同様のサービスを実施していた。

## 概要
本来ワンセグこと携帯電話・移動体端末向けの1セグメント部分受信サービスとは地上デジタル放送で13の帯域（セグメント）があるうちの1（ワン）セグメントを利用した放送サービスであるが、それをMPEG2のストリームレベルで統計多重化し、2番組（2サービス）を同時に放送するサービスである。画質・音質に違いはなく、またそれぞれが別々の番組情報やデータ放送画面などを持つことができる仕組みとなっている。

## 対応・非対応機種